# Jestofunk
I Jestofunk sono un gruppo musicale italiano di genere disco-funk-elettronica-psichedelico, in attività dal 1991.

## Storia
Il progetto Jestofunk nasce nel 1990 dall’incontro fra tre dj italiani: Claudio "Moz-Art" Rispoli, Francesco Farias, Blade (Alessandro Staderini) e Christian Farias
Claudio Moz-Art Rispoli, riconosciuto da tutti come il più importante dj nella storia delle piste da ballo in Italia e iniziatore dello stile Afro negli anni ’70, inizia le sue produzioni discografiche negli anni ’80 e produce alcuni singoli tra l’88 e l’89 tra i quali Soft House Company e Double Dee “Found Love”. Nel ’90 incontra Francesco Farias e Blade, in quei tempi giovani dj emergenti rispettivamente da Cervia (Ravenna) e da Firenze, decindendo di produrre il loro primo singolo “I’m Gonna Love You”. Nel suo studio vicino a Ravenna nasce quindi il brano che alla sua uscita nell’inverno ‘90/91 creò un vero e proprio “caso” nella scena del dancefloor internazionale. Era la prima volta che il suono Funk veniva mischiato con le sonorità House in una fusione perfetta che sfociava nell’improvviso e travolgente assolo di sax tenore dell’oggi scomparso jazzista italiano Maurizio Caldura. Il brano diventa una hit dei clubs di tutto il mondo e gli fa seguito l’anno dopo l’altrettanto folgorante “Say It Again”. Con questo brano si consolido definitivamente il “suono jestofunk” caratterizzato da suoni acidfunk fusi con la ritmica forte dell’house. I tre produttori decidono quindi di preparare il loro primo album e di conseguenza il loro terzo singolo.
Per l’occasione inizia la loro collaborazione con CeCe Rogers, cantante di colore statunitense considerato uno dei nomi fondamentali  della nascita dell’House music. Il singolo dal titolo “Can We Live” diventa immediatamente il più venduto del gruppo e traina l’uscita del primo album “Love In A Black Dimension” nella primavera del 1994. L’album racchiude, oltre ai tre singoli, alcune altre gemme del “suono jestofunk”: “The Ghetto”, la rivisitazione dello storico brano di Donny Hathaway e Leroy Hutson, con la voce di CeCe Rogers e il trombone del mitico Fred Wesley dei JB’s di James Brown; “Straight to You”, con la voce di James Thompson, sassofonista e cantante di colore residente in Italia e famoso per essere nel gruppo del cantante Zucchero, per non parlare di “For Your Precious Love” e “Theme from JFK” vere e proprie hits nei club inglesi.
Comincia in quel periodo l’attività live del gruppo. Dal vivo i tre djs per ricostruire fedelmente il loro particolare sound si attorniano di 7 musicisti oltre a CeCe Rogers. Inizia un tour mondiale lanciato dal concerto al Midem di Cannes nel 1995 e che ha toccato Germania, Austria, Svizzera, Francia, Inghilterra e Australia con grande successo ovunque.
Nel 1997 durante la lavorazione al loro secondo album esce il singolo “Stellar funk”, dove oltre alle loro versioni e ad un remix dei neonati Planet Funk, è inclusa una incredibile versione strumentale solo con percussioni live denominata “Lazzaro shoes” che è diventato un classico dei club mondiali.
L’album “Universal Mother” esce nel 1998 preceduto dal singolo “Special Love” cantato da Jocelyn Brown. Il brano originale soul viene remixato da Steve Silk Hurley, Joey Negro, Jazz’n’groove  e diventa una hit del dancefloor immediatamente. Segue il singolo “Happy”, cantato da CeCe Rogers,  con il remix di Bob Sinclar. Nell’album, oltre alla voce di CeCe, tra gli ospiti troviamo: Freddy McGregor, Fred Wesley e Gabriele Comelio.  Continua l’attività live del gruppo con l’apice al festival di Wiezen a Vienna dove il gruppo ha suonato più volte come headliners davanti a più di 20.000 persone e che sfocia nell’album “Jestofunk Live” del 1999.
Nel 2002 terminano i lavori del loro terzo album di studio “Seventy Miles From Philadelphia” uscito per l’estate 2003 anticipato dal singolo “Disco Queen”. Il brano, cantato da Hubert Tubbs, voce del mitico gruppo seventies Tower of Power, viene remixato dal team inglese dei Full Intention. L’album è probabilmente il più completo del gruppo. Nell’album le voci sono, oltre ad Hubert Tubbs che canta “Disco Queen” e la cover di Stevie Wonder “Have a Talk with God”; Jerry Dugger, cantante e bassista blues che canta “Shake’em on down”; Wendy Lewis, cantante di colore americana che canta “Mama Blues”, “Big Lover” e “Believe in Music”, il rapper inglese MC Bello, già con Brothers Like Outlaw e Outlaw Posse, per il brano “Smoking Plant”. Tra i musicisti ospiti spiccano alcune jazzisti importanti: Eric Marienthal, sax solista nel brano “Close to my heart”, uno dei più famosi strumentisti americani fusion titolare di diversi album per l’etichetta GRP.

## Componenti del gruppo
- Alessandro "Blade" Staderini
- Francesco Farias
- Claudio Rispoli (DJ Mozart)
- CeCe Rogers (voce)
- Francesco Fuzz Brasini
- Christian Farias

## Discografia

### Album
- Love In A Black Dimension (1994)
- The Remixes (1997)
- Universal Mother (1998)
- Live (1999)
- Seventy Miles From Philadelphia (2003)
- The Anthology (2007)

### Singoli
- I'm Gonna Love You (1991)
- Say It Again (1992)
- Can We Live (1993)
- Say It Again (1994)
- For Your Precious Love (1995)
- The Ghetto (1995)
- Stellar Funk (1997)
- Special Love (1997)
- Happy (1999)
- Disco Queen (2002)
- Big Lover (2003)
- Special Love (feat. Jocelyn Brown) (2009)
- One World (feat. Ce Ce Rogers) (2013)